# Massachusett (taal)
Massachusett of Wampanoag (Wôpanâak) is een uitgestorven Algonkische taal die gesproken werd door de Massachusett, Wampanoag en verwante inheemse Noord-Amerikaanse (indianen-)volkeren in de huidige Amerikaanse deelstaten Massachusetts en Rhode Island. De taal wordt ook wel Natick of Pokanoket genoemd.

## Geschiedenis
Massachusett was een van de eerste inheemse Noord-Amerikaanse talen waar de Europeanen mee in aanraking kwamen. De taal werd gesproken door de Wampanoag (Massachusett: Wôpanâak) die de Pilgrim Fathers in 1620 bij hun aankomst uit Nederland begroetten. Zij hielpen hen door de eerste winter - de oorsprong van het feest van Thanksgiving.
De naam "Massachusett" (mass-adchu-s-et) betekent "(het volk) bij de grote heuvels" in de overeenkomstige taal. Hiervan is de naam van de Britse kolonie Massachusetts Bay en latere Amerikaanse staat Massachusetts afgeleid.
Het Narragansett wordt door sommige taalkundigen als een dialect van het Massachusett gezien, door anderen als een aparte taal. Enkele Engelse woorden die uit het Narragansett/Massachusett zijn geleend zijn powwow en squash.

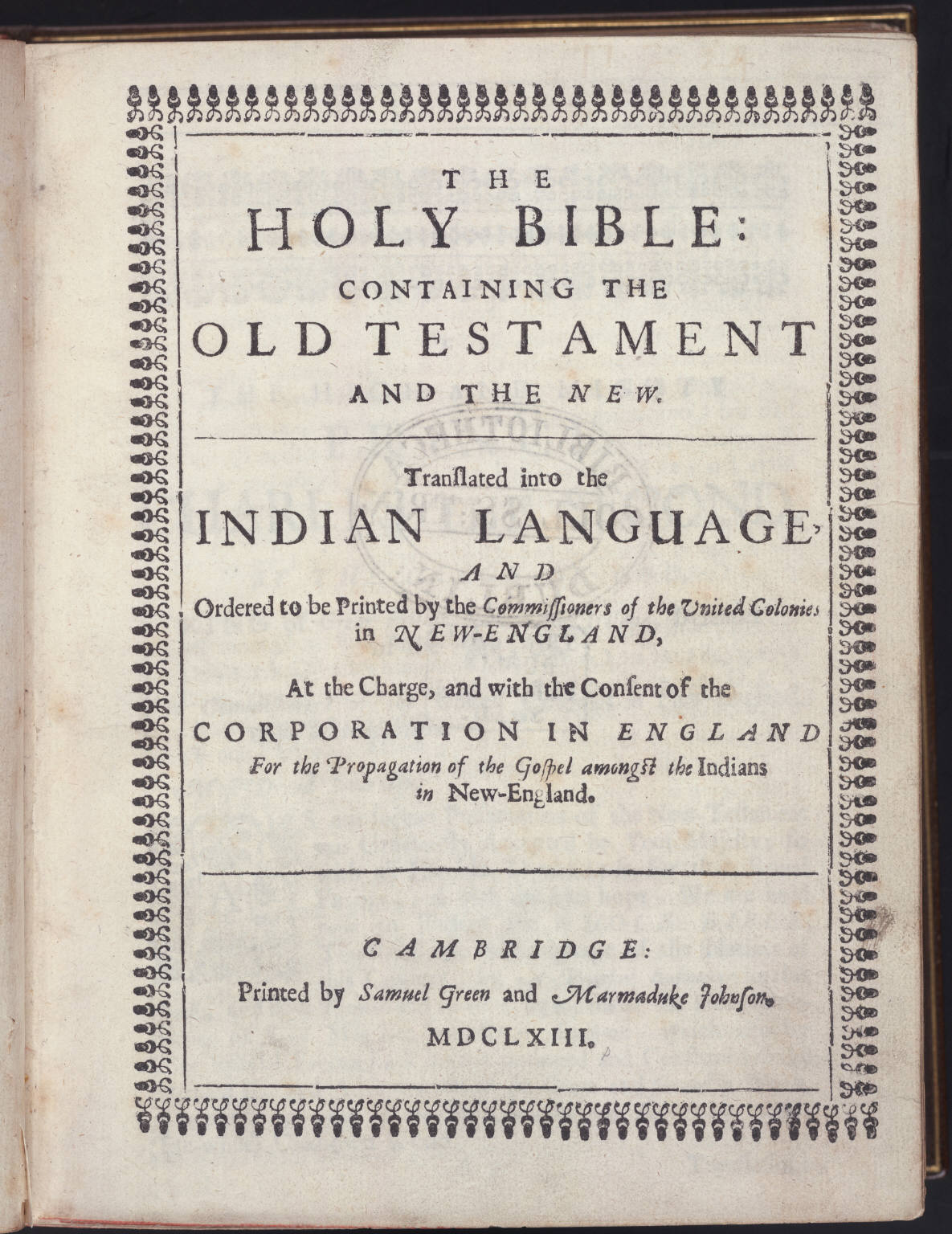
Deze bijbel uit 1663 was een vertaling in het Massachusett

De eerste bijbel die in Noord-Amerika werd gedrukt was een vertaling in het Massachusett en werd uitgegeven in 1663 door de zendeling John Eliot. Hiervoor ontwikkelde hij een geschreven alfabet van de taal en gaf in 1668 ook een grammatica van de taal uit. Vele Massachusett leerden lezen en schrijven en stelden hun testamenten, contracten en andere documenten op in hun eigen taal. Hierdoor is de taal beter beschreven dan de meeste andere uitgestorven inheemse talen van Noord-Amerika.
Na de inheemse opstand in King Philip's War (1675-1676) werd het gebruik van Massachusett verboden door de Britten. De taal stierf uit toen het Massachusett-volk eind 19e eeuw vrijwel verdween. Hierdoor is er niemand meer die Massachusett als moedertaal heeft. Momenteel zijn de Wampanoag echter bezig om hun taal te herintroduceren. Dit Wampanoag Language Reclamation Project begon in 1993 en steunt voornamelijk op de vele 17e-eeuwse documenten die in de taal zijn opgesteld. Onderdeel van het project is een woordenboek, Wood's Vocabulary of Massachusett, dat uitkwam in 2002 en zo'n 7000 woorden bevat.

## Voorbeeld
Het Onzevader-gebed in Massachusett:
Nooshun kesukqut, wunneetupantamuch koowesuounk. Peyamooutch kukkeitasootamounk. Toh anantaman ne n-naj okheit, neane kesukqut. Asekesukokish petukqunnegash assaminnean yeu kesukok. Ahquontamaiinnean nummatcheseongatch, neane matchenehikqueagig nutahquontamanóunonog. Ahque sagkompaguninnean en qutchhuaonganit, webe pohquohwussinnan wutch matchitut. Newutche keitassootamoonk, kutahtauun, menuhkesuonk, sohsumoonk micheme kah micheme. Amen.